# Panthère (contre-torpilleur)
Pour les articles homonymes, voir Panthère.
Le Panthère est un contre-torpilleur français de la classe Jaguar construit pour la Marine française dans les années 1920. À l'exception de quelques croisières dans la Manche et dans les Antilles françaises, il effectue toute sa carrière dans les eaux méditerranéennes. Le navire est affecté en 1932 à l'école des torpilles de Toulon et y reste jusqu'au déclenchement de la Seconde Guerre mondiale en septembre 1939. Il escorte ensuite des convois dans l'océan Atlantique et est à quai pour être modernisé lorsque la bataille de France débute en mai 1940. Après la l'armistice du 22 juin 1940 un mois plus tard, le Panthère est placé dans mis en gardiennage. En novembre 1942, alors que les Allemands tentent de s'emparer de la flotte française dans le port de Toulon, il est capturé pratiquement intact. Cédé par les Allemands à la Marine royale il reprend du service sous pavillon italien au début de l'année 1943 sous le nom de FR 22. Le navire est finalement sabordé avec la défaite de l'Italie au mois de septembre et démoli après la guerre. 

## Description
Conçus pour rivaliser avec leurs homologues italiens de la classe Leone, les contre-torpilleurs de la classe Jaguar sont longs de 126,8 mètres et large de 11,1 mètres pour un tirant d'eau de 4,1 mètres. Chacun déplace 2 126 tonnes au déplacement normale et entre 2 980 à 3 075 tonnes à pleine charge. Ils sont propulsés par deux turbines à vapeur entraînant chacune une hélice et alimentées par cinq chaudières du Temple. Ces turbines, capables de fournir une puissance totale de 49 000 chevaux, permettent au bâtiment d'atteindre une vitesse maximale de 35,5 nœuds, soit 65,7 km/h. Durant ses essais à la mer le 20 avril 1927, le Panthère atteint même 56 900 chevaux pendant 8 heures et file 35,7 nœuds (66,1 km/h) à la 9ème heure. Chaque contre-torpilleur embarque 530 tonnes de mazout ce qui lui donne une autonomie de 3 000 nautiques à une vitesse de 15 nœuds (soit 5 600 km à 28 km/h). L'équipage est composé de 10 officiers et 187 officiers mariniers, quartiers-maîtres et matelots en temps de paix et de 12 officiers et 209 marins en temps de guerre.
L'armement principal des navires de la classe Jaguar consiste en cinq canons de 130 mm modèle 1919 en tourelles simples, avec 2 tourelles superposées à l'avant et sur le rouf arrière. Les tourelles sont numérotés de 1 à 5 de l'avant jusqu'à la 5ème pièce qui est sur l'arrière. La pièce numéro 3 est installée sur l'arrière de la 3ème cheminée. À l'origine l'armement antiaérien se compose de deux canons de 75 mm modèle 1924 en tourelles simples placés au milieu du navire. Ces camons seriont remplacés par 4 pièces simples de 37 mm. Chaque bâtiment dispose en outre de deux triple tubes lance-torpilles de 550 mm. Ces derniers sont équipés à l'arrière de deux rails pour le lancement de grenades anti-sous-marine contenant au total vingt grenades pesant chacune 200 kg. L'ensemble est complété par quatre autres lanceurs à grenades abritant une douzaine d'explosifs de 100 kg chacun.

## Histoire
Le Panthère, qui tire son nom du félin éponyme, est commandé le 26 février 1923 à l'arsenal de Lorient. Sa construction commence le 23 décembre 1923 après que la cale no 7 ait été laissé vacante par le Jaguar, et il est lancé le 27 octobre 1924. Bien que le chantier ait été différé en raison des problèmes sur son dispositif de propulsion et des retards dans les livraisons des sous-traitants, il entre en service dans la Marine nationale le 1er novembre 1926 avant même que sa construction soit définitivement achevée le 4 janvier 1927. En attendant la fin des travaux, le navire est affecté à la 1re division de contre-torpilleurs de l'escadre de Méditerranée (devenue la 5e division légère de la 1re escadre le 1er février 1927) basée à Toulon, aux côtés de ses sister-ships Jaguar et Chacal. Le 27 avril 1927, le Panthère participe à une revue navale au large de Marseille en présence du président de la République Gaston Doumergue. Il est encore présent lorsque ce dernier passe une nouvelle fois la flotte en revue le 3 juillet 1928, au large du Havre cette fois-ci. Il est à Rouen le 4 juillet. 
Conjointement avec le Guépard, le Panthère escorte les croiseurs légers Lamotte-Picquet et Primauguet lors d'une mission aux Antilles françaises entre le 17 janvier et le 30 avril 1930. Les quatre lanceurs de grenades anti-sous-marines sont retirés en 1932 et le navire est transféré à la 5e division légère de l'école des torpilles de Toulon le 1er octobre 1932. Deux ans plus tard, il est procédé à un remplacement des canons de 75 mm antiaériens par quatre mitrailleuses antiaériennes bitubes de 13,2 mm. Le Panthère sert dans la 4e division de contre-torpilleurs avec le Lynx et le Tigre lorsque la Seconde Guerre mondiale éclate en septembre 1939. Le navire est alors transféré aux Forces maritimes de l'Ouest où il reste d'octobre à mai 1940 pour escorter des convois entre Gibraltar et Brest et entre Casablanca et Le Verdon-sur-Mer. Entre octobre et décembre, le Panthère est équipé à nouveau de deux lanceurs de grenades anti-sous-marines et son canon no 3 est supprimé. La mise en place des deux lanceurs conduit dans le même temps à une réduction du stock de grenades qui est ramené à douze grenades de 200 kg et huit grenades de 100 kg ce qui permet d'améliorer de façon significative la stabilité du navire.
En mai 1940, le Panthère rejoint Toulon pour y subir une refonte, comprenant notamment l'installation d'un système de tuyauterie à l'avant du vaisseau entre le gaillard et le réservoir de carburant afin de permettre au navire de refaire en mer le plein de combustible, ainsi que la suppression du grand mât au profit d'une plateforme équipée d'un canon antiaérien de 3,7 mm modèle 1933 sur tourelle double. Lorsque la France capitule face à l'Allemagne le 22 juin de la même année, le navire est toujours en cours de transformation et n'a qu'une seule hélice en état de marche. Le Panthère est placé peu après dans le cadre de la réserve et il est procédé à une réduction drastique de son équipage tandis que ses installations antiaériennes sont transférées sur des bâtiments de guerre plus modernes. Le 27 novembre 1942, alors que  la flotte française se saborde dans le port de Toulon pour échapper aux Allemands, le Panthère est capturé pratiquement intact et est cédé aux Italiens le 14 décembre. Renommé en FR 22, il est remis en service dans la Marine royale le 19 janvier 1943 à la suite de négociations avec le Premier ministre français Pierre Laval qui donne son accord au transfert le 11 janvier. Le 23 mars, le bâtiment appareille à destination de Tarente pour y être utilisé comme navire de transport dans les eaux italiennes. L'ex-Panthère a notamment l'occasion d'accueillir à son bord l'ancien dirigeant italien Benito Mussolini lors d'un trajet entre l'île de Ponza et La Maddalena en Sardaigne le 6 août suivant. Le navire est finalement sabordé dans le port de La Spezia le 9 septembre 1943 dans les jours qui suivent l'armistice italien et son épave est démolie après la guerre,,.